# Cottage Grove (condado de Dane, Wisconsin)
Cottage Grove es un pueblo ubicado en el condado de Dane en el estado estadounidense de Wisconsin. En el Censo de 2010 tenía una población de 3.875 habitantes y una densidad poblacional de 46,52 personas por km².

## Geografía
Cottage Grove se encuentra ubicado en las coordenadas 43°3′34″N 89°10′34″O / 43.05944, -89.17611. Según la Oficina del Censo de los Estados Unidos, Cottage Grove tiene una superficie total de 83.3 km², de la cual 83.17 km² corresponden a tierra firme y (0.15%) 0.13 km² es agua.

## Demografía
Según el censo de 2010, había 3.875 personas residiendo en Cottage Grove. La densidad de población era de 46,52 hab./km². De los 3.875 habitantes, Cottage Grove estaba compuesto por el 95.97% blancos, el 0.83% eran afroamericanos, el 0.15% eran amerindios, el 1.52% eran asiáticos, el 0% eran isleños del Pacífico, el 0.23% eran de otras razas y el 1.29% pertenecían a dos o más razas. Del total de la población el 1.7% eran hispanos o latinos de cualquier raza.